# شکلات (فیلم ۲۰۰۵)
«شکلات» (انگلیسی: Chocolate (2005 film)) یک فیلم است که در سال ۲۰۰۵ منتشر شد. از بازیگران آن می‌توان به عمران هاشمی، آنیل کاپور، و سونیل شتی اشاره کرد.